# Henkenmühle
Die Henkenmühle ist eine ehemals an der Nette gelegene Wassermühle in Viersen-Dülken mit einem unterschlächtigen Wasserrad.

## Geographie
Die Henkenmühle hat ihren Standort an der Nette, An der Henkenmühle, im Stadtteil Dülken in der Stadt Viersen im Kreis Viersen in Nordrhein-Westfalen. Die Nette hat hier eine Höhe von ca. 49 m über NN.
Die Pflege und Unterhaltung des Gewässers obliegt dem Netteverband, der in Nettetal seinen Sitz hat.

## Geschichte
Bereits 1225 wird in einer Übersetzung der Abtei St. Pantaleon in Köln die Existenz einer Mühle an der Nette genannt die 13 Denare schuldet. Diese Einnahmen wurden zuletzt 1324 verbucht. Man geht davon aus, dass es sich um eine Wassermühle gehandelt hat.
1685 wird an ungefähr der gleichen Stelle ein neues Kapitel Mühlengeschichte begonnen. Am 4. Mai 1685 erhielt der Gladbacher Amtsverwalter und Vogt, Peter von Bruck, vom Pfalzgraf eine Mühlenkonzession, um am westlichen Ende des Dülkener Ortsteils Nette eine Walk-, Öl- und Papiermühle zu errichten. Dafür waren Quellen aufgegraben, die Nette vertieft und ein großer rechteckiger Weiher angelegt worden. Für die Wasserrechte waren jährlich 2 Goldgulden an das Herzogtum Jülich zu zahlen. Als die Erben 1715 in Geldschwierigkeiten gerieten, verpfändeten sie die Mühle an die Abtei St. Vitus in Gladbach. Während der Franzosenzeit wurde die Abtei säkularisiert und die Mühle wurde an den Müller Peter Heesen verkauft. Sie wurde lange Zeit auch Heesenmühle genannt.
1886 übernahm Ludwig Henken den Betrieb und baute neben der vorhandenen Dampfmaschine eine Wasserturbine hinzu. Er baute die Landwirtschaft auf dem Mühlenhof aus, richtete in seinem Wohnhaus einen Schankraum ein und beschäftigte zehn Leute. Die Mühle hatte damals vier Mahlgänge. 1905 wurde die Mühle zwangsversteigert. Am 28. Februar 1906 kaufte die Stadt Dülken für 68.500 Mark den gesamten Henkenschen Besitz und verpachtete ihn. Am 10. März 1910 verkaufte sie ihn für 50.000 Mark an den Müller Josef Schürholz aus Büren. 
Am 4. Dezember 1912 brannte die Mühle bis auf die Grundmauern nieder und wurde nicht wieder aufgebaut. Der Mühlenweiher wurde von Netteverband zur ersten mechanisch-chemisch-biologischen Kläranlage ausgebaut.

## Galerie

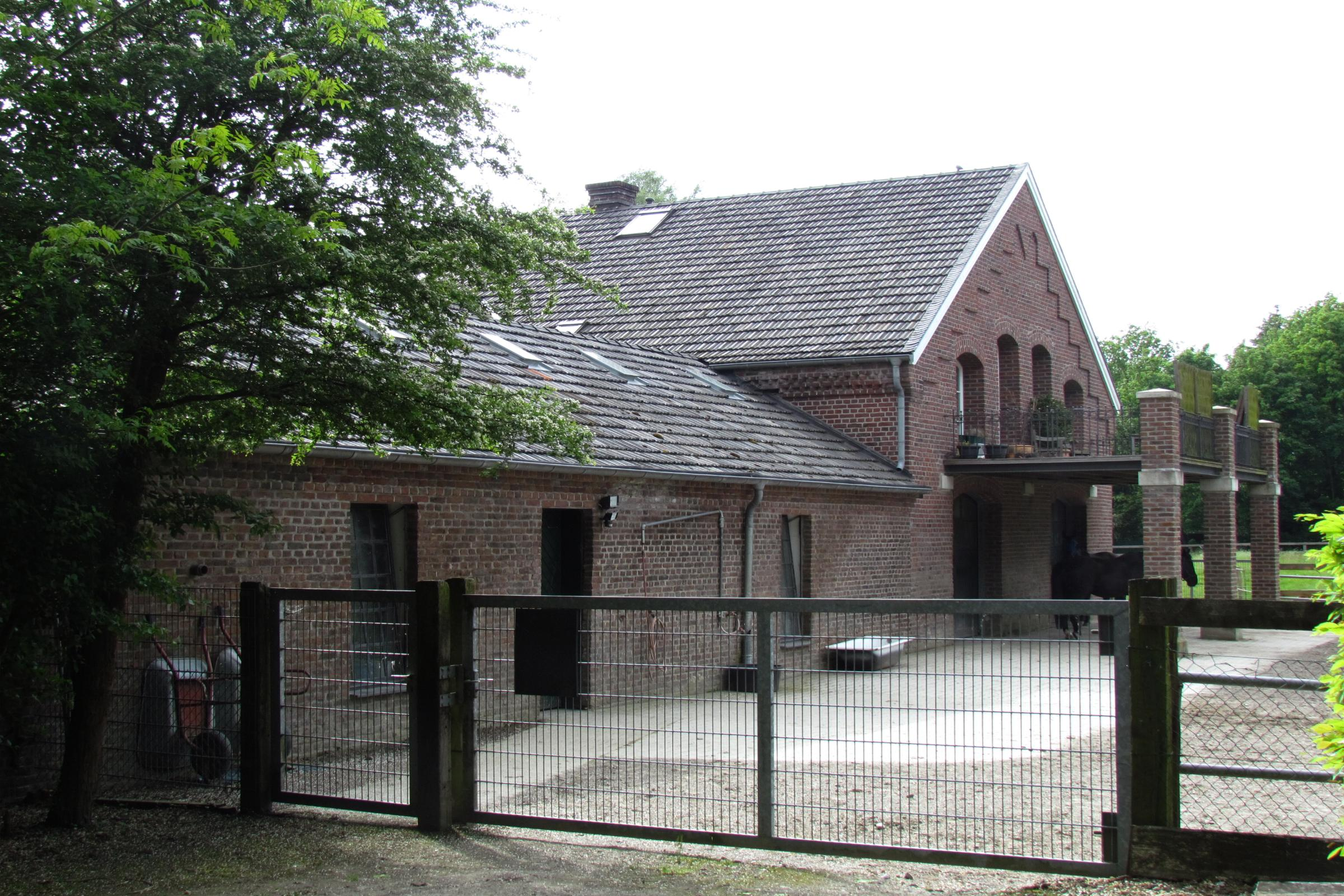
Wirtschaftsteil der Henkenmühle
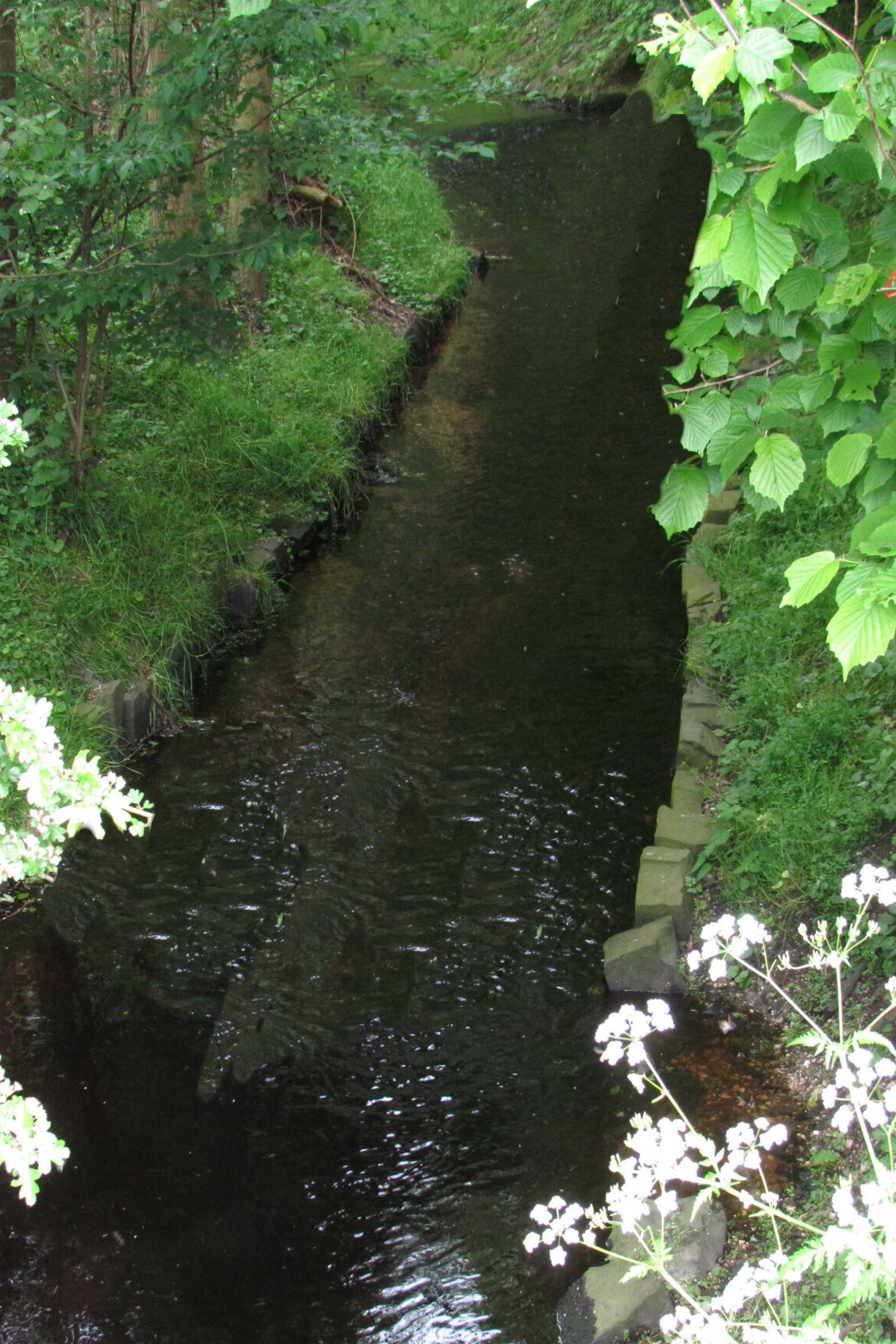
Die Nette in der Nähe der Henkenmühle
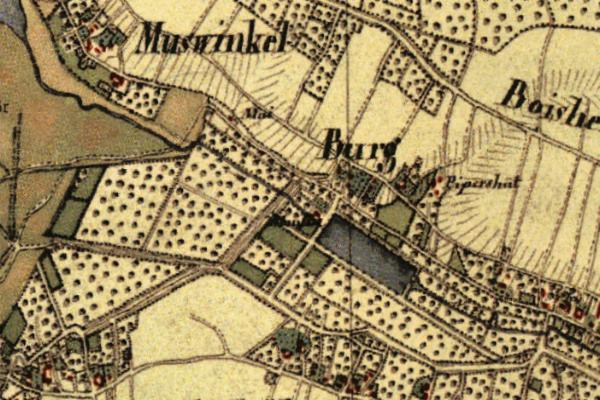
Tranchotkarte Nr. 41 1804/05